# SHARP

Das Logo der SHARP-Bewegung ist inspiriert von dem britischen Plattenlabel Trojan Records.

SHARP (Skinheads Against Racial Prejudice, „Skinheads gegen rassistische Vorurteile“) ist eine in den späten 1980ern entstandene antirassistische Skinheadbewegung. SHARP ist nicht zu verwechseln mit den Sharpies, einer australischen Jugendkultur der 1960er und 1970er.

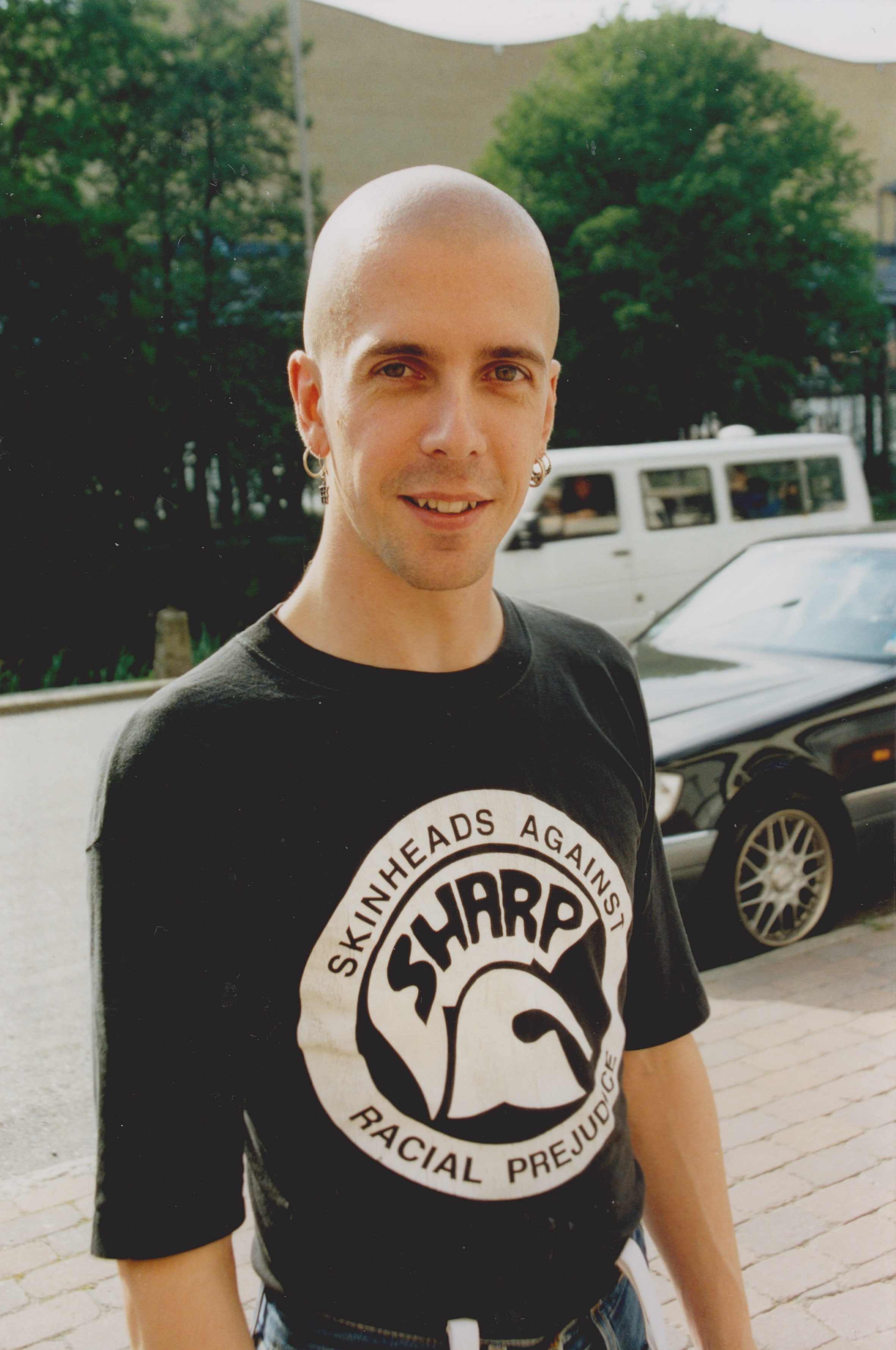
SHARP Skinhead, 2000

In den USA bildete sich ab 1986 eine Reihe von antirassistischen Skinheadorganisationen, aus denen 1988 erstmals SHARP an die Öffentlichkeit trat. Die Gruppierung entwickelte sich in der Folgezeit zu einem losen internationalen Zusammenschluss von Skinheads mit Sektionen in Großbritannien, Portugal, Frankreich, USA und Deutschland.
SHARP ist ein Zusammenschluss von Skinheadgruppierungen mit unterschiedlichsten Ansichten, die Gemeinsamkeit der Sharpskins besteht vor allem darin, dass sie nicht mit rechtsextremen und neonazistischen Skinheads (von ihnen auch Boneheads genannt) verwechselt werden wollen und sich gegen Rassismus aussprechen. Die Praxis der Mitglieder von SHARP ist es, sich auf diesem Weg deutlich von rassistischen Skinhead-Gruppierungen abzugrenzen.
Sie berufen sich dabei auf die Ursprünge des Skinhead-Jugendbewegung (Trojan-Skins) und weisen darauf hin, dass sich diese ursprünglich britische Subkultur aus einem Zusammenschluss jamaikanischer Einwanderer mit weißen Arbeiterkindern entwickelt hat.
Die erste deutsche SHARP-Zeitschrift war Skintonic, die seit 1989 von der SHARP Section Germany in Berlin herausgegeben wurde. Sie fusionierte später mit dem „Oi!reka“ zum Skin-Up-Fanzine und stellte Ende der 1990er das Erscheinen ein.